# Elvira's Movie Macabre
Elvira's Movie Macabre (intitolato sullo schermo come Movie Macabre with Elvira, Mistress of the Dark nella sua messa in onda originale), o semplicemente Movie Macabre, è una serie televisiva statunitense trasmessa originariamente a livello locale dal 1981 al 1986. La serie presenta film di serie B, in particolare quelli di genere horror e fantascienza ed è presentata da Elvira, un personaggio con un abito nero e un'acconciatura a forma di pancione, interpretata da Cassandra Peterson. Elvira interrompe occasionalmente i film con commenti e battute, e in alcuni episodi riceve telefonate da un personaggio chiamato "the Breather" (John Paragon).
La popolarità dello show portò alla realizzazione di un film, Una strega chiamata Elvira, uscito nel 1988. Il personaggio tornò poi nel film del 2001 La casa stregata di Elvira. Nel 2010 venne realizzata una serie revival intitolata Elvira's Movie Macabre, nella quale Elvira presentò film di pubblico dominio. Elvira tornò come presentatrice horror nel 2014 con 13 Nights of Elvira, una serie di 13 episodi prodotta da Hulu. Nel 2021 ha ricreato il suo show per una maratona di film di una notte sul servizio di streaming Shudder per celebrare il 40° anniversario dello show. Lo speciale si intitolava Elvira's 40th Anniversary, Very Scary, Very Special Special.

## Storia

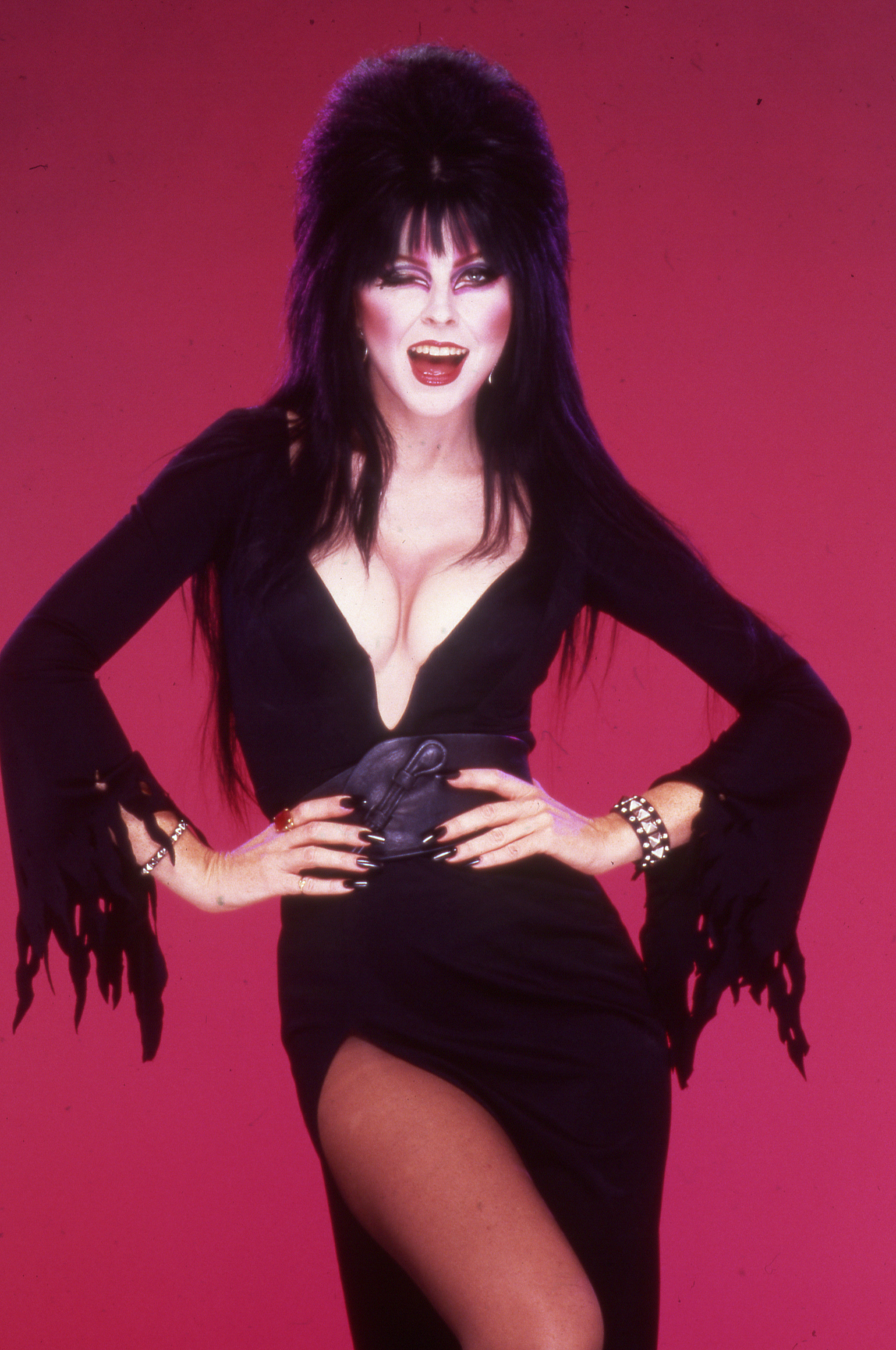
Peterson vestita da Elvira nel 1984

Nel 1981, sei anni dopo la morte di Larry Vincent, che aveva interpretato il ruolo di conduttore Sinister Seymour di uno show horror del fine settimana di Los Angeles chiamato Fright Night, furono fatti dei piani per sostituire lo show con un nuovo programma ed un nuovo conduttore.
Inizialmente i produttori si rivolsero alla presentatrice horror degli anni '50 Maila Nurmi per resuscitare il The Vampira Show. La Nurmi lavorò al progetto per un breve periodo, ma si ritirò quando i produttori non vollero assumere Lola Falana, la scelta di Nurmi per il ruolo di Vampira. La stazione indisse un annuncio di casting e la Peterson fece un provino ottenendo il ruolo. Lei e il suo caro amico, il truccatore Robert Redding, decisero di dare alla Peterson un look sensuale gotico/vampiro dopo che i produttori avevano rifiutato la sua idea originale di vestirsi come il personaggio di Sharon Tate in Per favore, non mordermi sul collo!. Il look di Elvira trasse ispirazione da un libro di trucco Kabuki in possesso di Redding e dalle acconciature cotonate delle The Ronettes.
Poco prima della prima registrazione, i produttori ricevettero una lettera di diffida dalla Nurmi. Oltre alle somiglianze nel format e nei costumi, la battuta finale di Elvira per ogni spettacolo, che augurava al pubblico "Sogni spiacevoli", era simile a quella di chiusura di Vampira: "Brutti sogni, cari..." pronunciata mentre si allontanava lungo un corridoio nebbioso. Il tribunale si pronunciò a favore della Peterson, sostenendo che "'somiglianza' significa rappresentazione effettiva dell'aspetto di un'altra persona, e non semplicemente stretta somiglianza." La Peterson affermò che Elvira non assomigliava per nulla a Vampira, a parte il design di base dell'abito nero e dei capelli neri. Nurmi affermò che l'immagine di Vampira era basata su Morticia Addams, un personaggio dei fumetti di Charles Addams apparsi sulla rivista The New Yorker magazine.

Il personaggio di Elvira si è rapidamente evoluto da oscura figura di culto a un marchio redditizio. È stata associata a molti prodotti durante gli anni '80 e '90, tra cui costumi di Halloween, fumetti, action figure, carte collezionabili, flipper, decorazioni di Halloween, kit di modellismo, calendari, profumi e bambole. È apparsa sulla copertina della rivista Femme Fatales cinque volte. La sua popolarità ha raggiunto il suo apice con l'uscita del film Una strega chiamata Elvira, sulla cui sceneggiatura, scritta direttamente per lo schermo, Peterson ha collaborato con John Paragon e Sam Egan.

## Episodi

### Serie originale
| Stagione         | Episodi | Prima TV originale |
| ---------------- | ------- | ------------------ |
| Prima stagione   | 46      | 1981-1982          |
| Seconda stagione | 32      | 1982-1983          |
| Terza stagione   | 29      | 1983-1984          |
| Quarta stagione  | 13      | 1984-1985          |
| Quinta stagione  | 20      | 1986               |

### Serie revival
Successivamente nel 2010 è stato prodotto un revival della serie, sempre interpretato dalla Peterson.
Il revival prende lo stesso nome della serie precedente, Elvira's Movie Macabre, ed è stato trasmesso da This TV. Questo revival vede Elvira presentare film di pubblico dominio. Furono prodotti 26 episodi; sei non sono stati trasmessi, ma sono stati rilasciati sia su DVD che su iTunes.
| Stagione       | Episodi | Trasmissione originale |
| -------------- | ------- | ---------------------- |
| Stagione unica | 26      | 2010-2011              |